# Nelson (Misuri)
Nelson es una ciudad ubicada en el condado de Saline en el estado estadounidense de Misuri. En el Censo de 2010 tenía una población de 192 habitantes y una densidad poblacional de 225,32 personas por km².

## Geografía
Nelson se encuentra ubicada en las coordenadas 38°59′40″N 93°1′51″O / 38.99444, -93.03083. Según la Oficina del Censo de los Estados Unidos, Nelson tiene una superficie total de 0.85 km², de la cual 0.85 km² corresponden a tierra firme y (0%) 0 km² es agua.

## Demografía
Según el censo de 2010, había 192 personas residiendo en Nelson. La densidad de población era de 225,32 hab./km². De los 192 habitantes, Nelson estaba compuesto por el 91.67% blancos, el 3.13% eran afroamericanos, el 0.52% eran amerindios, el 0.52% eran asiáticos, el 0% eran isleños del Pacífico, el 0% eran de otras razas y el 4.17% pertenecían a dos o más razas. Del total de la población el 1.04% eran hispanos o latinos de cualquier raza.